# 7 días sin ellas
7 días sin ellas es un programa de televisión de España producido por Big Bang Media y emitido por La 1 entre el 29 de julio y el 2 de septiembre de 2019. El docu-reality era la adaptación del formato británico The Week the Women Went y su objetivo era concienciar sobre la importancia de la igualdad entre sexos.

## Formato
7 días sin ellas muestra la evolución de un grupo de hombres que asumen durante una semana las responsabilidades familiares, del trabajo y la comunidad mientras las mujeres están ausentes. El formato tiene lugar tanto en la localidad de origen, donde se puede comprobar la influencia de la rutina en los hombres y sus puntos de vista, como en aquella donde se encuentra el complejo vacacional en el que se están instaladas las mujeres para que desconecten de sus obligaciones habituales. Cabe destacar que estas no cuentan con teléfono móvil.

## Episodios
| N.º | Título                      | Fecha de emisión original | Audiencia      |
| --- | --------------------------- | ------------------------- | -------------- |
| 1   | «La partida»                | 29 de julio de 2019       | 859 000 (6,6%) |
| 2   | «La vida sin ellas»         | 5 de agosto de 2019       | 847 000 (7,1%) |
| 3   | «Enfrentarse a la realidad» | 12 de agosto de 2019      | 807 000 (7,0%) |
| 4   | «Evolución y cambios»       | 19 de agosto de 2019      | 680 000 (5,8%) |
| 5   | «Progresos»                 | 26 de agosto de 2019      | 980 000 (7,7%) |
| 6   | «El reeencuentro»           | 2 de septiembre de 2019   | 780 000 (5,6%) |